# ده فرمان (مجموعه تلویزیونی)
سریال تلویزیونی ده فرمان (به لهستانی: Dekalog) اثر فیلمساز لهستانی کریشتوف کیشلوفسکی مجموعه‌ای تلویزیونی‌ست که در سال ۱۹۸۹ به نمایش عمومی درآمد. کیشلوفسکی فیلمنامهٔ این مجموعه را با مشارکت کشیشتف پیسیویچ به نگارش درآورد. این مجموعه شامل ۱۰ قسمت یک ساعته ملهم از ده فرمان موسی است. هر قسمت از مجموعه موقعیت شخصیت‌هایی در لهستان امروزی را در مواجهه با یک یا چند موضوع اخلاقی یا معنوی مورد کاوش قرار می‌دهد و به بازتاب آن فرامین موسی در زندگی روزمره می‌پردازد.

## ویژگی‌های کتاب و مجموعهٔ تلویزیونی
داستان‌ها الزاماً دینی نیستند و مذهب نقش مهمی در داستان پردازی ایفا نکرده‌است. یافتن ارتباط میان نام‌های فرامین و موضوع اپیزودها بسیار مشکل بوده و گاهی نمی‌توان منطق حاکم بر نام‌گذاری فیلم و فرمان‌های حضرت موسی را یافت.
گرچه هر قسمت از مجموعه داستان مستقلی دارد، بیشتر آن‌ها در یک مجموعه آپارتمانی در ورشو می‌گذرد و بعضی شخصیت‌های قسمت‌های مختلف با یکدیگر آشنایند. در هر داستان، اشاراتی هرچند کوتاه به سایر قسمت‌ها شده‌است و دقیق شدن در داستان این رازها و ارتباطات را آشکار می‌کند. گرچه الزامی به درک این روابط برای بیننده وجود ندارد و تنها بازی نویسنده با هوش خواننده است.
این فیلم، هفتمین فیلم برتر دنیا از منظر سینمای معناگرا ست.
به گفتهٔ کیشلوفسکی در مقدمهٔ کتاب، نگارش فیلم‌نامه‌ها با همفکری پیسیویچ، یک‌سال به طول انجامیده. او می‌گوید: "نگارش فیلم‌نامه یک‌سال به طول انجامید، آن‌ها را یکی پس از دیگری نوشتیم. شب‌های زیادی را در کنار یکدیگر در آشپزخانهٔ منزل پیسیویچ در اتاق کوچک پر از دود سیگار من گذراندیم. ساختن فیلم‌ها یک سال و دو ماه طول کشید؛ ولی از آن زمان مدت زیادی می‌گذرد. حالا فقط فیلم‌ها باقی‌مانده‌اند، که بیشتر از حد تصور ما با استقبال روبرو شده‌اند، گرچه واقعاً دلیل این استقبال را نمی‌دانیم!".
بیان خاص کیشلوفسکی از این سریال جلب توجه می‌کند:
«با شروع این کار دیگر از پیرامون آدم‌ها دل کندم و آمدم به درون آدم‌ها.».
ایدهٔ ده فرمان در زمانهٔ جدید زمانی در ذهن پیسیویچ شکل گرفت که او اثری هنری مربوط به قرن پانزدهم را دید که ده فرمان را در محیط آن زمان به تصویر کشیده بود. کیشلوفسکی چالش فلسفی این ایده را پسندید و نیز تصمیم گرفت که از این مجموعه برای نشان دادن پیچیدگی‌های جامعهٔ لهستان استفاده کند. او در این مجموعه تعمداً از موضوعات سیاسی که در فیلم‌های پیشینش به آن می‌پرداخت دوری می‌کند.
کیشلوفسکی و پیسویچ فیلمنامه‌نویسان مجموعه بودند و قرار بود ده کارگردان مختلف این ده قسمت را بسازند، اما کیشلوفسکی سرانجام خود تمام قسمت‌ها را کارگردانی کرد و تنها مدیران فیلمبرداری متفاوت بودند.

## درونمایه
ده قسمت این مجموعه تنها با عدد نامگذاری شده‌اند. طبق مقدمه‌ای که راجر ایبرت بر مجموعهٔ دی.وی. دی‌های این مجموعه نوشته‌است، کیشلوفسکی گفته بوده که فیلم‌ها دقیقاً بر فرمان‌ها منطبق نیستند و خودش نیز هرگز نام فرمان‌ها را بر آن‌ها نگذاشت.
گرچه درونمایهٔ فیلم‌ها را می‌توان به گونه‌های متفاوتی تفسیر کرد، با این وجود هر فیلم محتوای ادبی متفاوتی دارد:
| فرمان (طبق شمارش کاتولیک‌ها)                                                                                            | آرمان            | درونمایهٔ فیلم                                                           |
| --- | ---------------- | ----------------------------------------------------------------------- |
| من خدا هستم، پروردگار تو… هیچ‌کس را جز من خدای خود مدان. هیچ بتی برای خود مساز… نزد آن‌ها سجده مکن، و آن‌ها را عبادت منما | حرمت خدا و پرستش | بت‌سازی از علم                                                           |
| نام خدای خود را به باطل مبر                                                                                            | حرمت کلام        | کلمه به مثابه پایهٔ تشخیص و تصمیم اخلاقی؛ اهمیت حرف افراد در زندگی انسان |
| روز سَبَّت را یاد کن و آن را تقدیس نما                                                                                    | حرمت زمان        | مناسبت‌های زمانی (روز، شب،...) به مثابه ظروف معنی                        |
| پدر و مادر خود را حرمت دار                                                                                             | حرمت بزرگان      | رابطهٔ خانوادگی و اجتماعی به عنوان شکل دهندهٔ شخصیت                       |
| قتل مکن | حرمت حیات        | قتل و مکافات                                                            |
| زنا مکن | حرمت عشق         | طبیعت و رابطهٔ عشق و شهوت                                                |
| دزدی مکن | حرمت مایملک      | مالکیت، نیاز انسان و حرص                                                |
| بر همسایهٔ خود شهادت دروغ مده                                                                                           | حرمت حقیقت       | دشواری راستگویی                                                         |
| به زن همسایه‌ات طمع مورز                                                                                                | حرمت قناعت       | شهوت، حسادت و وفاداری                                                   |
| به اموال همسایهٔ خود طمع مورز                                                                                           | حرمت قناعت       | طمع و خویشاوندی                                                         |

در ترجمهٔ فارسی فیلم‌نامه نام قسمت‌های دوم، هشتم و نهم این مجموعه به اشتباه خدایان دیگر را عبادت منما، نام خدای خود را باطل مبر و بر همسایهٔ خود شهادت دروغ مده ذکر شده‌است.

## خلاصه داستان‌ها (خطر لو رفتن داستان)

جلد فیلم ده فرمان

### ده فرمان (قسمت اول)
من خدا هستم، پروردگار تو. هیچ‌کس را جز من خدای خود مدان
حکایت، داستان پدر (کریشتف) و پسری‌ست که زمان را کنار هم، آنگونه که انتظارش را داری می‌گذرانند. پسرک (پاول)، باهوش است و عینک از چشمانش جدا نمی‌شود. از آن قشر کودکانی که کنجکاوی شیرینی دارند. پدر برنامه‌نویس است و با کامپیوترهای ذغالی آن زمان، به گذران زندگی مشغول است. داستان فرعی دلدادگی پسرک و دختر همسایه به نظر روتین و معمولی می‌آید. عمهٔ مذهبی پسرک، پدر گریزان از دین و پاول ماجراجو روزمرگی‌های از جنس زندگی اروپای شرقی دارند. گذر زمان و تقاضای پسرک برای پاتیناژ بر روی یخ‌های رودخانه، زندگی آن‌ها را از روال طبیعی خود خارج می‌کند. برنامهٔ کامپیوتری که پدر نوشته و قطر یخ رودخانه را مناسب پاتیناژ می‌داند، اجازهٔ این پاتیناژ را به پاول می‌دهد، غافل از آنکه…

### ده فرمان (قسمت دوم)
نام خدای خود را به باطل مبر
کیشلوفسکی در اپیزود هشتم، از زبان یکی از شخصیت‌های داستان، به زیبایی خلاصه‌ای از بخش دوم را به زبان آورده که خلاصهٔ کیشلوفسکی در این بخش، عیناً نقل شود:
"داستان خاصی نیست. مردی داره از سرطان می‌میره. اون فقط داره می‌میره، این مرد تحت معالجهٔ یه دکتر درجه یکه که، همینش مهمه، به خدا عقیده داره. این دکتر با بیمارش توی یه بلوک آپارتمانی زندگی می‌کنه، زن این مرد شروع می‌کنه به کلافه کردن دکتر تا بگه شانس زنده موندن شوهرش چقدره. دکتر نه می‌تونه و نه می‌خواد که این رو بهش بگه. دکتر با آدم‌های زیادی برخورد کرده که به رغم اینکه به علوم پزشکی شانسی براشون قائل نبوده، ولی زنده موندن. زن خیلی سماجت می‌کنه. معلوم می‌شه که دلیل خاصی داره که می‌خواد بدونه سرنوشت شوهرش چی می‌شه. اون از یه مرد دیگه حامله شده. شوهرش از این موضوع خبر نداره. چون قبلاً زنش بچه دار نمی‌شده.
زن بچهٔ متولد نشده رو به اندازهٔ شوهرش دوست داره. اگه شوهر زنده بمونه، زن احساس می‌کنه از لحاظ اخلاقی مجبوره که سقط جنین کنه. اگه بمیره، می‌تونه بچه رو به دنیا بیاره. همهٔ این‌ها رو به دکتر می‌گه و سرنوشت بچه رو به دست دکتر می‌سپره. اگه به زن بگه شوهرش زنده می‌مونه، در این صورت حکم مرگ بچه رو امضا کرده. اگه به زن بگه که شوهرش می‌میره، در این صورت بچه زنده می‌مونه. این کلیت داستانه."

### ده فرمان (قسمت سوم)
روز سبت را یاد کن
داستان، بیانی ساده از گذران کریسمسی تلخ و شیرین برای پدر خانواده (یانوش) است. یانوش به همراه خانواده به مراسم عشای ربانی می‌رود و شبی خوش را در کنار فرزندان و همسر خود می‌گذراند تا آنجا که دوست سابقش (اوا) را در مراسم می‌بیند. معشوقه‌ای که گذشتهٔ یانوش و او برای خواننده مبهوم است… اوا به بهانهٔ گم شدن همسرش از یانوش کمک می‌خواهد و یانوش با بهانه‌های واهی خانه را ترک کرده و در شب کریسمس را با معشوقهٔ سابقش می‌گذراند. ارتباطات و دیالوگ‌های این دو به مرور گوشه‌های از گذشتهٔ مبهم این دو را آشکار می‌کند.
یانوش شبی را بی‌آنکه بداند در اسارت عشق پایان ناپذیر اوا سر می‌کند…

### ده فرمان (قسمت چهارم)
پدر و مادر خود را احترام نما
داستان به نظر می‌آید که ادامهٔ اپیزود دوم باشد. گرچه عدم اطلاع از این موضوع به روند داستان لطمه نمی‌زند.
آنکا دخترکی‌ست که با خواندن نامهٔ مادر خود پی به حقایقی از گذشته خود می‌برد. حقایقی که از رازی سخن می‌گویند که میان او و پدرش فاصله می‌اندازند. آنکا دریافته‌است که میان او و پدرش فاصله‌های بسیار بوده و خود را ماحصل هم‌خوابگی مادر و مرد دیگری می‌داند. روند داستان بر دیالوگ‌های قهر و آشتی آنکا و پدرش گره خورده و معشوق آنکا نیز در این میان، همراه نامطمئنی برای روزهای سخت آنکاست…

### ده فرمان (قسمت پنجم)
قتل مکن / فیلمی کوتاه درباره کشتن:

فیلم کوتاهی دربارهٔ کشتن

این اپیزود از داستان، بعدها به صورت فیلمی مجزا با نام «فیلمی کوتاه دربارهٔ کشتن» به نمایش درآمد.
ماجرا، حکایت یک‌روز از زندگی مردی‌ست که فشارهای زندگی و حقایق تلخی که با آن‌ها روبروست، سبب انجام قتل‌هایی می‌گردد… این قتل‌ها از پیچیدگی خاصی برخوردار نیستند و در حقیقت نیاز به رمزگشایی برای یافتن قاتل وجود ندارد، زیرا داستان از زاویهٔ دید جوانک قاتل (یاچک) بیان شده و این بار با تلخی زندگی مردی روبرو هستیم که جبر زمانه او را بدین راه انداخته‌است.

### ده فرمان (قسمت ششم)
زنا مکن / فیلمی کوتاه درباره عشق:
این بخش از فیلم نیز، به همراه اضافاتی نسبت به نسخهٔ تلویزیونی، بعدها به صورت مجزا به اکران عموم درآمد. داستان کوتاه دربارهٔ عشق، روایت عشق سادهٔ نوجوانی (تومک) ست که دلباختهٔ زن همسایه (ماگدا) شده‌است. پسرک هرشب از تلسکوپی درون خانه‌شان، به تماشای عشق‌بازی‌های ماگدا و دوستانش می‌نشیند و به مرور به احساسی که در خود برانگیخته شده‌است پی می‌برد. کار و زندگی خود را بر هدف دست‌یابی به ماگدا تعطیل می‌کند و شب و روز را در فکر ماگدا می‌گذراند. نقطهٔ اوج داستان به بخش‌هایی از فیلم بازمی‌گردد که تومک با درمیان گذاشتن عشقش با ماگدا، به خانهٔ وی رفته و بساط عشق‌بازی این زن سی ساله و جوان نوزده‌ساله فراهم می‌شود، وی نا توان از برقراری رابطه می‌گریزد. ماگدا که از این رفتار دچار تحول می‌شود و عشق را ورای سکس می‌یابد به جستجوی تومک می‌رود و …

### ده فرمان (قسمت هفتم)
دزدی مکن
ماجرای فیلم، به زندگی دختری جوان بازمی‌گردد. در نگاه اول نمی‌توان به مشکلات زندگی دختری جوان (مایکا)، خواهر شش‌ساله‌اش (آنیا) و مادرش (اوا) پی برد. مایکا روابط روحی عجیبی با آنیا دارد و پی بردن به عمق این رابطه برای خواننده مشکل به نظر می‌رسد. مایکا در پس صحنهٔ نمایش خیمه‌شب بازی، خواهرش آنیا را می‌دزدد و با او از بطن مشکلات درون خانواده گریخته و اسیر مشکلات جدیدی می‌شود.
به مرور متوجه این موضوع خواهیم شد که رابطهٔ مایکا و آنیا فراتر از دو خواهر است و در حقیقت این دو مادر و دختری هستند که فاصلهٔ سنی ۱۶ ساله‌ای با هم دارند و سکانس‌های بعدی ما را به جریانات عشق سابق مایکا و مشکلات روحی او آشنا می‌سازد. در ادامه می‌توان قضاوت را به عهدهٔ مخاطب گذاشت که در این داستان، مایکا یا اوا را دزد می‌داند…

### ده فرمان (قسمت هشتم)
بر همسایهٔ خود شهادت دروغ مده
زوفیا نویسندهٔ کتابی‌ست که در کالج ورشو به تدریس می‌پردازد. زوفیا یک روز عادی با مترجم کتاب‌هایش در آمریکا (الزبیتا) روبرو می‌شود. نتیجهٔ این برخورد که در ابتدا ساده به نظر می‌رسد، بیان زوایای پنهان گذشتهٔ الزبیتا و زوفیاست. حقایقی که به ماجرای یهودیان و جریانات جنگ جهانی بازمی‌گردد و این دو را بیش از پیش به یکدیگر نزدیک می‌کند…
هنر بیان این حقایق در سر کلاس درس و به بهانهٔ داستان پردازی دانشجویان بسیار زیبا بیان شده‌است. در میان این داستان پردازی‌ها، نقل قولی از زبان یکی از دانشجویان بیان می‌شود و داستان اپیزود دوم با زیرکی بازخوانی می‌شود و این موضوع هوشمندی نویسنده به گره زدن اپیزودها با یکدیگر را نشان می‌دهد.

### ده فرمان (قسمت نهم)
به زن همسایه‌ات طمع مورز
این قسمت، به بیان مشکلات پزشکی متخصص (رومن) می‌پردازد. در ابتدا به مشکلات بیماران یک پزشک شباهت دارند اما سکانس‌های بعدی ما را با مشکلات همسرش (هانکا) نیز آگاه کرده و ما را با عشق جدید هانکا و رابطهٔ مشکوک او و مردی دیگر آشنا می‌سازد. افکار گره‌خوردهٔ رومن به هنگام مراجعت بیماران و یادآوری روابط مشکوک همسرش، وی را از روال عادی زندگی‌اش خارج می‌سازد. این بخش از داستان به بی‌اعتمادی و خیانت زن و همسری می‌پردازد که به مرور ادامهٔ اینگونهٔ رابطه‌شان را ناممکن می‌یابند…

### ده فرمان (قسمت دهم)
به اموال همسایهٔ خود طمع مورز
آرتور و یرژی پسران پدری هستند که چند روزی‌ست با خبر مرگ پدرشان روبرو شده‌اند. فاصلهٔ بعید احساسی پسران و پدر، آن دو از احوالات پدر بی‌خبر گذاشته‌است. مرگ پدر آن دو را به شناخت بهتر زندگی پدر رهنمون ساخته و عواطف پدری و فرزندی را غالب بر فضای داستان می‌کند.
یافتن دفترچهٔ تمبرهای پدر که از ارزشش بی‌خبرند و آگاهی یافتن از میراث فرهنگی که پدر برایشان به جای گذاشته روند زندگی این دو برادر را از حال طبیعی خارج می‌کند. گویی تاکنون هیچ از پدر نمی‌دانسته‌اند و به واکاوی گذشتهٔ مبهم پدر و جریانات جمع‌آوری کلکسیون تمبرهای پدر می‌پردازند…

## نسخه‌های بلند سینمایی
کیشلوفسکی قسمت پنجم و ششم این مجموعه را با همان هنرپیشه‌ها و تغییر اندکی در داستان به دو فیلم سینمایی فیلمی کوتاه درباره کشتن و فیلمی کوتاه درباره عشق تبدیل کرد.

## مشخصات کتاب
این کتاب در ۴۴۶ صفحه توسط نشر ماه‌ریز به چاپ رسیده‌است. سابق بر این، کتاب در ۱۰ جلد کوتاه نیز توسط همین انتشارات به چاپ رسیده بود.

## نظر استنلی کوبریک پیرامون فیلم و کتاب
بی میل برای صحبت کردن پیرامون کارهای برخی فیلمسازان بزرگ هستم زیرا غالباً می‌بایست آن کارها را کوچک و مختصر کنم. اما در کتاب این فیلم‌نامه اثر کیشلوفسکی با مشارکت کریستف پیسیویچ، می‌توان به سادگی مشاهده نمود که آن دو بسیار توانا در دراماتیزه کردن نظر خود هستند. بدین طریق آن‌ها در این داستان توانسته‌اند این قدرت را به شنونده دهند تا آنچه در ذهنشان می‌گذرد را کشف کنند. آن دو با مهارت خیره‌کنندهٔ خویش به گونه‌ای عمل کرده‌اند که هرگز نخواهی دریافت که چگونه نظراتشان پشت هم می‌آیند و متبحرانه قلبت را به اشغال خویش درمی‌آورند.